# Muscolo grande gluteo
Il muscolo grande gluteo (Musculus gluteus maximus) è una voluminosa massa quadrilatera che unisce le pelvi al femore. Situato superficialmente nella regione glutea, è innervato dal nervo gluteo inferiore.

## Origine e inserzione
Il muscolo grande gluteo presenta numerosi capi di origine. Tra questi ricordiamo: cresta iliaca, linea glutea posteriore (faccia dorsale dell'osso coxale), fascia toracolombare, fascia del muscolo medio gluteo (aponevrosi glutea), legamento sacrotuberoso, superfici laterali del sacro e del coccige. I fasci muscolari si dirigono lateralmente in basso, convergendo in un robusto tendine che si inserisce nella tuberosità glutea del femore. Alcuni fasci superficiali si inseriscono al tratto ileotibiale.

## Azione
- Estende e ruota lateralmente la coscia;
- Se prende punto fisso sul femore, estende il bacino;
- Contribuisce al mantenimento della stazione eretta (mediante la sua inserzione sul tratto ileo-tibiale contribuisce a mantenere il tronco eretto fissando le pelvi con il femore e il femore con la tibia);
- Contribuisce alla deambulazione;
- A ginocchio flesso, flette la gamba sulla coscia (debolmente) assieme all'azione del medio gluteo attraverso quella che viene chiamata "banderella del Messiat" o "benderella ileo-tibiale".
- A ginocchio esteso partecipa alla fissazione dell'estensione attraverso lo stesso meccanismo del punto precedente.

## Innervazione
Il grande gluteo è innervato dal nervo gluteo inferiore (L5,S1,S2) .

## Vascolarizzazione
Generalmente i due terzi inferiori del muscolo grande gluteo sono vascolarizzati dall'arteria glutea inferiore, mentre il restante terzo superiore è irrorato dall'arteria glutea superiore. Sono inoltre presenti rami provenienti dalla prima arteria perforante dell'arteria profonda del femore e dalla circonflessa mediale del femore. Infine l'arteria circonflessa laterale del femore, sacrale laterale e pudenda interna contribuiscono in maniera minore alla vascolarizzazione del muscolo.